# Wolfgang Reinhardt
Wolfgang Reinhardt, född 6 maj 1943  i Göppingen i Baden-Württemberg, död 11 juni 2011 i München, var en tysk friidrottare.
Reinhardt blev olympisk silvermedaljör i stavhopp vid sommarspelen 1964 i Tokyo.